# Liga ARC 2024
La temporada 2024 de la Liga ARC fue la decimonovena edición desde que se iniciara la competición de traineras organizada por la Asociación de Remo del Cantábrico en 2006. Se compuso de dos grupos de 12 y 7 equipos respectivamente. La temporada regular comenzó el 22 de junio en Astillero (Cantabria) y terminó el 25 de agosto en Castro (Cantabria). Posteriormente, se disputaron los play-off entre grupos y para el ascenso a la Liga ACT.

## Sistema de Competición
La Liga ARC está dividida en 2 grupos cada uno de los cuales disputa un calendario de regatas propio. Al finalizar la liga regular y para decidir los ascensos y descensos entre la Liga ACT y los 2 grupos de la Liga ARC se disputan sendos play-off:
- play-off de ascenso a Liga ACT: se disputa 1 plaza en la Liga ACT entre el penúltimo clasificado de dicha competición, ya que el último desciende directamente, los 2 primeros del Grupo 1 y los 2 primeros de la Liga LGT.
- play-off entre grupos ARC: el campeón del Grupo 2 asciende directamente al Grupo 1, el último clasificado del Grupo 1 desciende directamente, y la última plaza del Grupo 1 se disputa entre los clasificados en los puestos décimo y undécimo del Grupo 1 y el segundo y tercero del Grupo 2.